# Écardenville-la-Campagne
Écardenville-la-Campagne is een gemeente in het Franse departement Eure (regio Normandië) en telt 310 inwoners (1999). De plaats maakt deel uit van het arrondissement Bernay.

## Geografie
De oppervlakte van Écardenville-la-Campagne bedraagt 7,4 km², de bevolkingsdichtheid is 41,9 inwoners per km².
De onderstaande kaart toont de ligging van Écardenville-la-Campagne met de belangrijkste infrastructuur en aangrenzende gemeenten.

## Demografie
Onderstaande figuur toont het verloop van het inwonertal (bron: INSEE-tellingen).